# 石井自動車学校
石井自動車学校（いしいじどうしゃがっこう）は、徳島県名西郡石井町にある徳島県公安委員会指定の自動車教習所。阿波観光ゴルフ株式会社が運営を行っている。1972年（昭和47年）6月15日に創立。

## 概要

### 取得免許
- 普通自動車免許（MT・AT）
- 中型自動車免許
- 大型自動二輪車免許
- 普通自動二輪車免許
- 小型自動二輪車免許

### 所在地
- 〒779-3231 徳島県名西郡石井町石井字重松9-2